# 田沢湖高原温泉郷
田沢湖高原温泉郷（たざわここうげんおんせんきょう）は、秋田県仙北市にある温泉。近隣にある水沢温泉郷と一緒に、田沢湖高原水沢温泉郷と名乗ることも多い。
秋田駒ヶ岳と田沢湖スキー場が近隣のため、登山やスキーの拠点として使用されている。

## 泉質
- 含硫黄・カルシウム・マグネシウム・ナトリウム-硫酸塩・炭酸水素塩泉、単純硫黄泉
  - 泉温　71℃

## 温泉街
秋田駒ヶ岳の山麓、田沢湖から乳頭温泉郷に向かう途中に位置する。田沢湖を眺望できる。
標高650メートルの高台に宿泊施設が6軒、日帰り入浴施設（アルパこまくさ）が1軒。全ての宿泊施設でも、日帰り入浴可能。
北は乳頭温泉郷と秋田駒ヶ岳があり、南は田沢湖スキー場と水沢温泉郷がある。

## 歴史
戦後の観光ブームで田沢湖観光開発の一環として造られた温泉郷。源泉は乳頭温泉郷から引湯したことがきっかけ。
最初の旅館の開業は、昭和35年（1960年）に国民宿舎「駒草荘」（現在のアルパこまくさ）である。その後、ホテルが建設されていき、現代的な温泉街が完成していった。

## アクセス
JR田沢湖線（秋田新幹線） 田沢湖駅より、羽後交通バス乳頭線・「乳頭温泉」行で30分。「アルパこまくさ」バス停下車。
車： 国道341号より、秋田県道127号駒ケ岳線、秋田県道194号西山生保内線経由。
飛行機：秋田空港より、秋田エアポートライナー乳頭号利用。